# Zacier

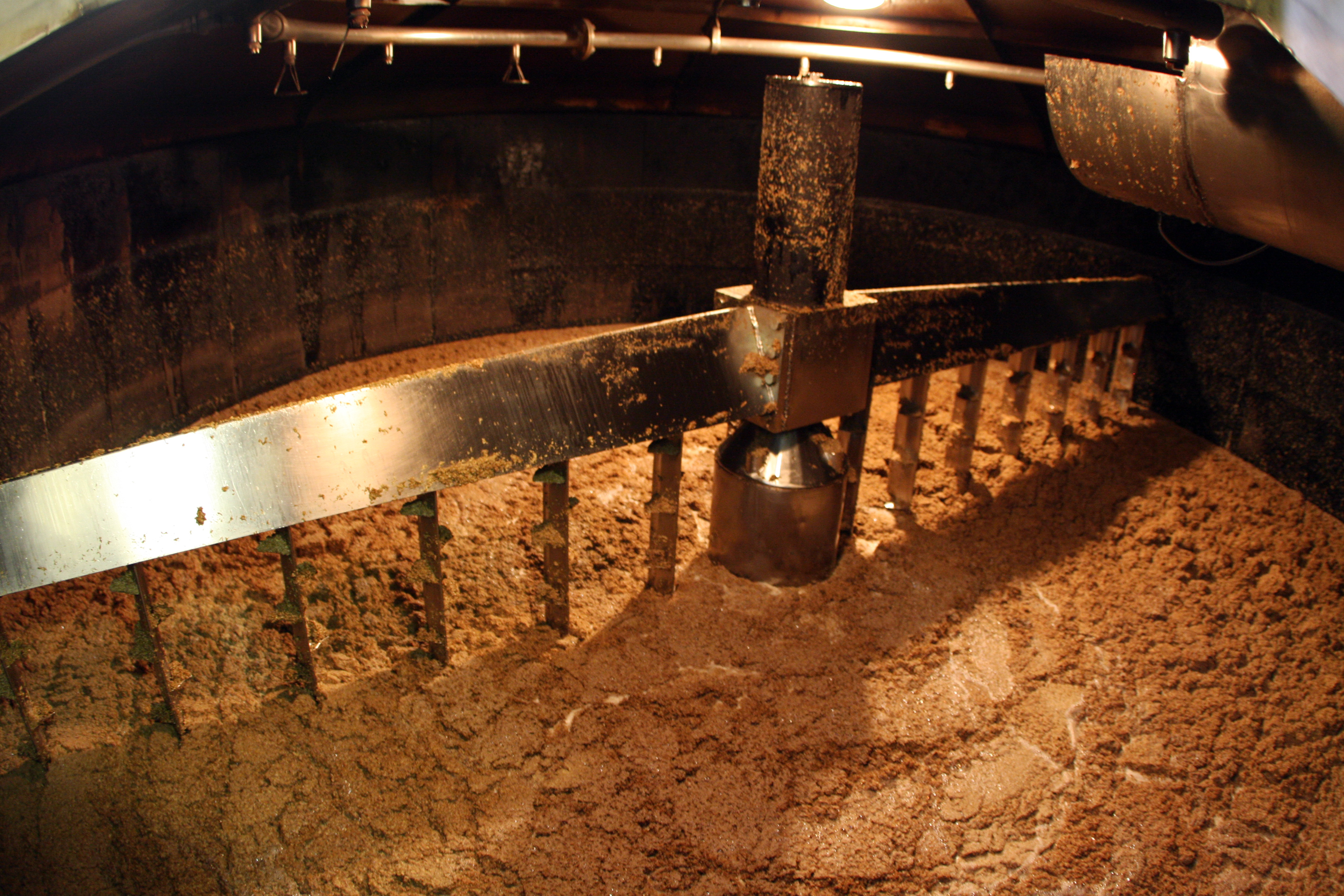
Zacier na whisky

Zacier – mieszanina otrzymywana z zalania wodą roztartych ziaren zbóż, ziemniaków lub melasy, w celu poddania jej fermentacji alkoholowej. Ze względu na przeznaczenie wyróżnia się zacier do wyrobu piwa i spirytusu (gorzelniczy).

## Zacier w piwowarstwie
Zacier do celów piwowarskich powstaje w wyniku zacierania słodu oraz wody. Stanowi główny składnik brzeczki piwnej. Zacieranie słodu przeprowadza się w kadzi zaciernej, w której zmielony (ześrutowany) słód mieszany jest z wodą i podgrzewany do ok. 65 °C, by doprowadzić do rozkładu skrobi na cukry proste oraz hydrolizy białka do polipeptydów, oligopeptydów i aminokwasów. Za proces rozkładu skrobi i białka odpowiadają dwie grupy enzymów: peptydazy i amylazy. Celem zacierania jest osiągnięcie maksymalnej ilości ekstraktu ze słodu.

### Typy procesu zacierania
- zacieranie infuzyjne (łac. infusio: wlewanie)

W tej metodzie zacierania zacier podgrzewany jest do temperatury 66-68 °C, często poprzez wlewanie wrzącej wody. Poszczególne enzymy odpowiedzialne za przebieg procesów chemicznych w fazie zacierania wykazują najlepsze działanie w odpowiednich temperaturach. Dlatego po osiągnięciu danej temperatury ogrzewanie przerywa się na określony czas.
1. przerwa białkowa, w trakcie której peptydazy rozkładają białka na mniejsze cząsteczki, następuje w temperaturze ok. 53 °C
2. przerwa cukrowa-maltozowa, kiedy amylazy rozkładają skrobię na cukier zdolny do fermentacji, następuje w temperaturze ok. 63 °C
3. druga przerwa cukrowa, w wyniku której powstają cukry niepodlegające fermentacji, odbywa się w temperaturze ok. 75 °C

- zacieranie dekokcyjne

Ta metoda zacierania, charakterystyczna dla piw dolnej fermentacji, polega na przetłoczeniu części zacieru (dekoktu) do kotła zaciernego, doprowadzenia do temperatury 60-100 °C, a następnie ponownym przelaniu do kadzi zaciernej. Jednorazowe przeprowadzenie takiej operacji nazywane jest zacieraniem dekokcyjnym jednowarowym (jednopanwiowym), dwukrotny pobór dekoktu to zacieranie dwuwarowe, a trzykrotny – trójwarowe.

## Zacier w gorzelnictwie
Zacier do celów gorzelniczych przygotowuje się z ziemniaków, zbóż lub owoców. Dawniej proces zacierania prowadzono przy użyciu enzymów zawartych w słodzie jęczmiennym – α-amylazy oraz β-amylazy. Obecnie stosuje się preparaty enzymatyczne pochodzenia mikrobiologicznego zawierające α-amylazę, amyloglukozydazę oraz pullulanazę. Składy takich preparatów mogą się różnić w zależności od producenta. Po procesie fermentacji, powstały alkohol etylowy oddestylowuje się.

## Zacier domowy
W znaczeniu potocznym zacier kojarzony jest z domowym wyrobem spirytusu (bimbru), wówczas często zawiera dodatek cukru lub wysokosłodzonych przetworów owocowych. W późnym okresie PRL-u dostępny tylko na kartki cukier często był zastępowany łatwo dostępnym dżemem, lub słodyczami (np. cukierkami-landrynkami). Wysoko słodzony dżem malinowy dawał zacier będący namiastką taniego wina (po dosłodzeniu i przynajmniej miesięcznym dojrzewaniu).